# Dezmér
Dezmér (románul Dezmir) település Romániában, Kolozs megyében.

## Fekvése
Kolozsvár központjától 11 km-re keletre található.

## Története

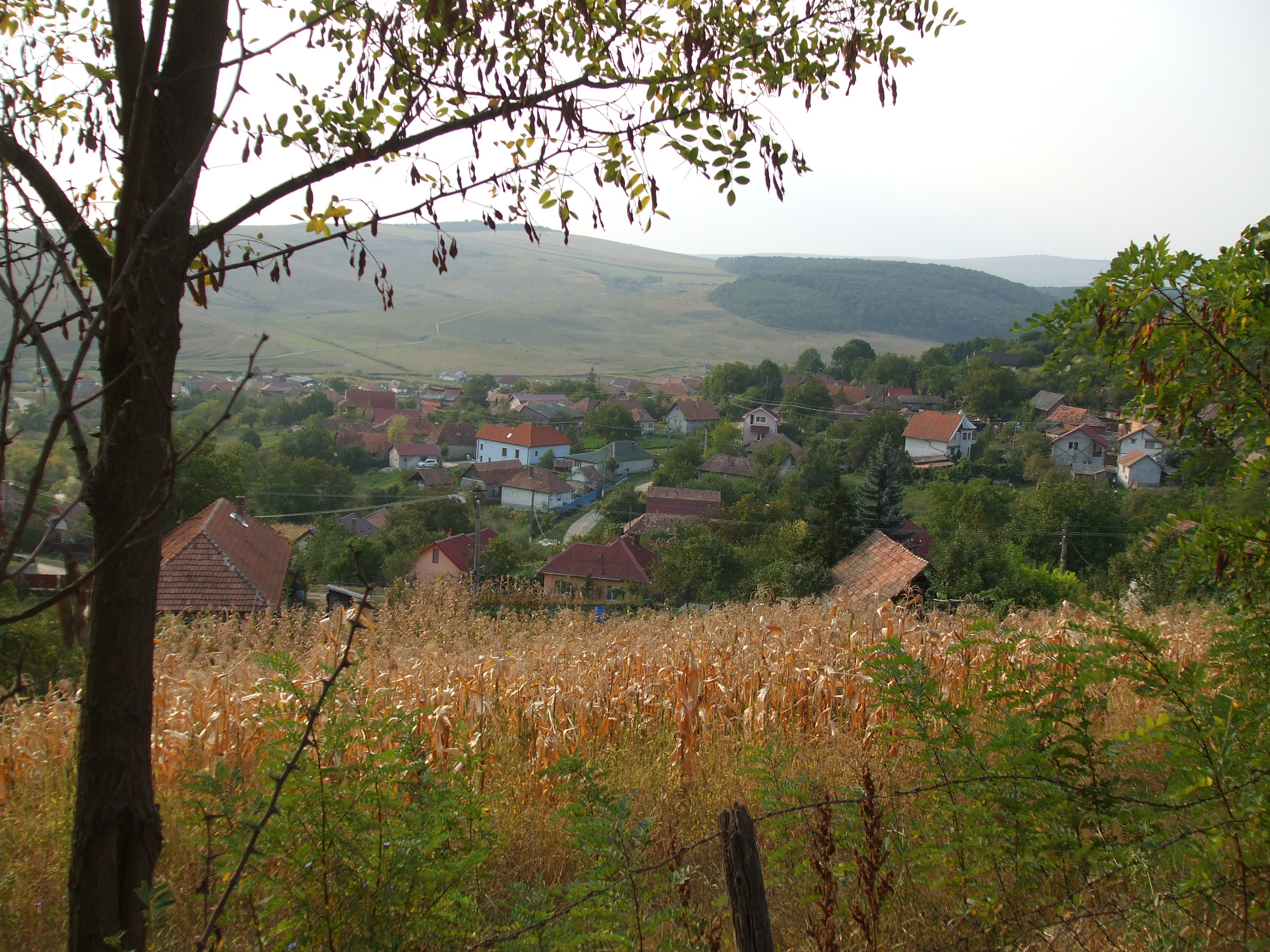
Dezméri látkép

Dezmér és környéke már az i. e. 3. században lakott volt, amit az itt talált kelta emlékek is bizonyítanak.
1315-ben Desmer néven említik először. 1451-ben Magyardezmer és Oláhdezmer néven jelentkezik a forrásokban.
A középkorban katolikus vallású magyar lakossága volt, de a 15. században már románok is betelepedtek melléjük, erre utal az 1451-ben jelentkező oláh előnév.
A trianoni békeszerződésig Kolozs vármegye Kolozsvári járásához tartozott.

## Lakossága
1910-ben 1034 lakosa volt, ebből 950 román, 71 magyar és 13 német volt.
2002-ben 1300 lakosából, ebből 1262 román, 27 magyar, 10 cigány és 1 német nemzetiségű volt.

## Nevezetességek
- A település közelében feltárt kelta temetőben egy szekerestől eltemetett vezér sírját tárták fel.